# Токива (броненосный крейсер)
Токива(яп. 常盤 — «вечнозелёная») — японский броненосный крейсер I класса типа «Асама», участвовавший в русско-японской войне. Второй по счёту крейсер, построенный по программе 1896 года (так называемая «Программа шесть-шесть»). Заложен 6 января 1897 года в Великобритании. Первоначальный проект был слегка доработан с учётом требований Японии под наблюдением капитана Шигето Дева.

## История службы
- 1904—1905 — Участвовал в русско-японской войне в составе 2-го боевого отряда 2-й эскадры японского императорского флота.
  - 14 августа 1904 — Под командованием капитана Мотаро Ёсимацу участвовал в бою с владивостокским отрядом крейсеров у о. Ульсан.
  - Участвовал в блокаде Владивостока.
  - 27-28 мая 1905 — Под командованием капитана Рэйдзиро Кавасимы участвовал в Цусимском сражении, получив 8-9 попаданий и потеряв 1 человека убитым и 14 ранеными.
- Переоснащен новыми котлами Бельвиля и вернулся в строй.
- Август 1914 — В составе 4 боевого отряда 2-й эскадры адмирала Хирохару Като участвовал в блокаде Циндао.
- Октябрь 1914 — В составе японско-английской эскадры адмирала Тотиная Сёдзиро искал германские рейдеры в Индийском океане.
- 1917 — Нес патрульную службу на Гавайях.
- 5 апреля 1917 — Вместе с крейсером «Якумо» вышел из Йокосуки в учебный поход с кадетами 44-го выпуска японской Императорской морской академии на борту. Посетил ряд портов в Калифорнии, на Гавайях и в южной части Тихого океана.
- 1 марта 1919 — Вместе с крейсером «Адзума» вышел из Йокосуки в Южную Азию и Австралию, имея на борту кадетов 46-го выпуска японской Императорской морской академии.
- 24 ноября 1919 — Вышел с крейсером «Адзума» из Йокосуки в Сингапур, Юго-Восточную Азию, Суэцкий канал и Средиземное море, имея на борту кадетов 47-го выпуска японской Императорской морской академии.
- 1 сентября 1921 — Переквалифицирован в корабль береговой обороны I класса.
- 30 сентября 1922 — Переквалифицирован в минный заградитель, для чего были демонтированы кормовая 203-мм башня и 152-мм орудия кормовых казематов.
- 1 августа 1927 — Произошёл взрыв мин на борту.
- 9 августа 1945 — Во время налета американской 38-й ударной авиагруппы на Оминато получил одно прямое бомбовое попадание, и ещё четыре бомбы разорвались в воде неподалёку. Тяжело поврежденный корабль выбросился на берег (41°12′ с. ш. 141°36′ в. д.HGЯO)
- 30 ноября 1945 — Исключён из списков флота
- Август-октябрь 1947 — Поднят, отбуксирован в Хакодате и разобран на металл.

## Командиры корабля
- капитан 1-го ранга Дэва Сигэто (Dewa, Shigeto) — с 5 апреля 1898 года по 16 июля 1899 года[1].
- капитан 1-го ранга Накаяма Нагааки (Nakayama, Nagaaki) — с 20 мая по 11 августа 1900 года[1].
- капитан 1-го ранга Тандзи Хироо (Tanji, Hiroo) — с 11 августа 1900 года по 22 января 1901 года[1].
- капитан 1-го ранга Номото Цунаакира (Nomoto, Tsunaakira) — с 6 октября 1902 года по 19 января 1904 года[2].
- капитан 1-го ранга Ёсимацу Мотаро (Yoshimatsu, Motaro) — с 19 января 1904 года по 14 июня 1905 года[2].
- капитан 1-го ранга Имаи Канэмаса (Imai, Kanemasa) — с 14 июня по 12 декабря 1905 года[2].
- капитан 1-го ранга Вада Кэнсукэ (Wada, Kensuke) — с 12 декабря 1905 года по 22 ноября 1906 года[3].
- капитан 1-го ранга Фудзимото Хидэсиро (Fujimoto, Hideshiro) — с 22 ноября 1906 года по 31 июля 1908 года[4].
- капитан 1-го ранга Ямагата Бундзо (Yamagata, Bunzo) — с 28 августа 1908 года по 1 октября 1910 года[4].
- капитан 1-го ранга Ёда Мицудзи (Yoda, Mitsuji) — с 1 октября 1909 года по 1 декабря 1909 года[5].
- капитан 1-го ранга Цукияма Киётомо (Tsukiyama, Kiyotomo) — с 9 апреля по 1 декабря 1910 года[4].

## Фотографии

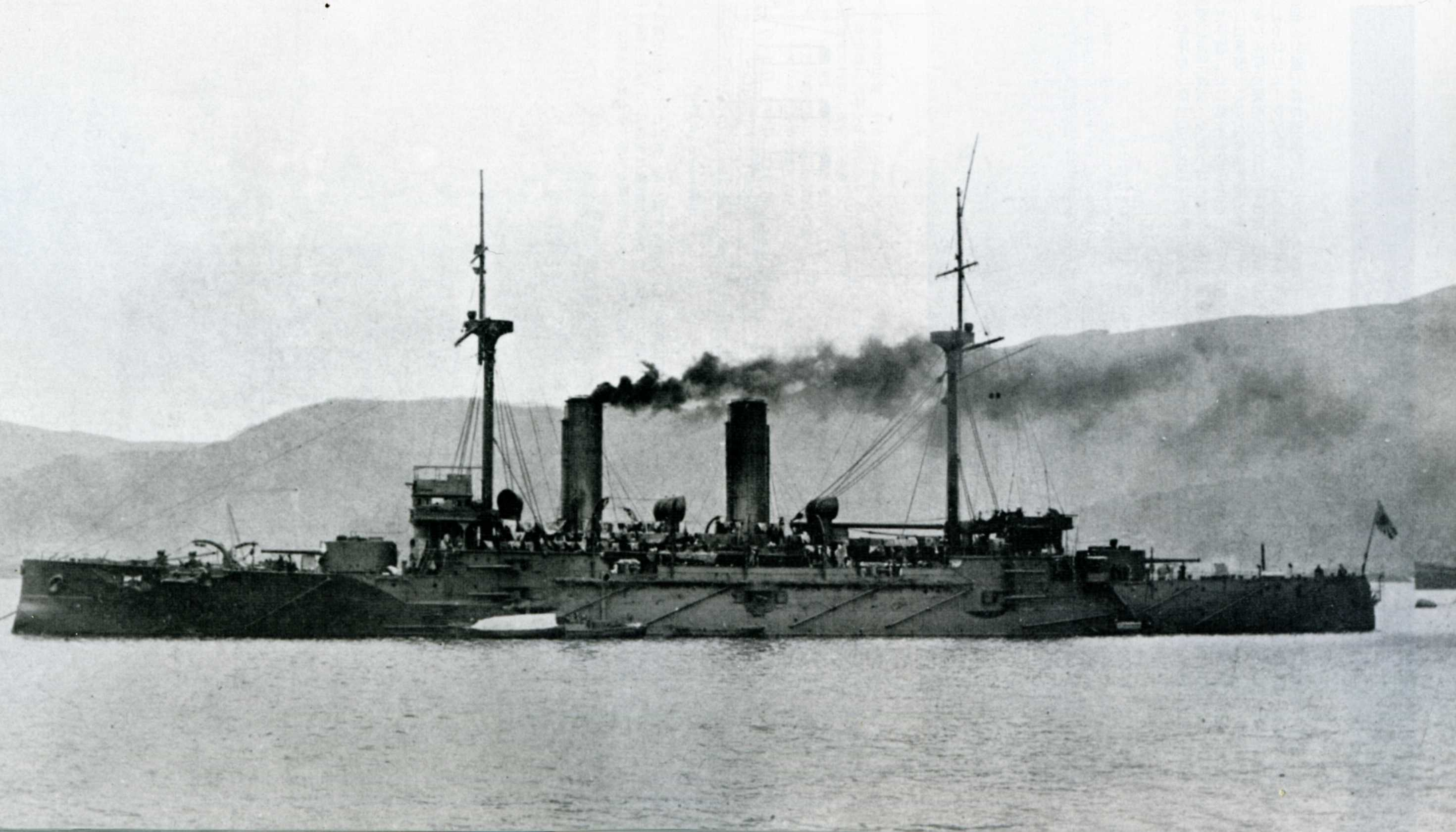
В 1904 году
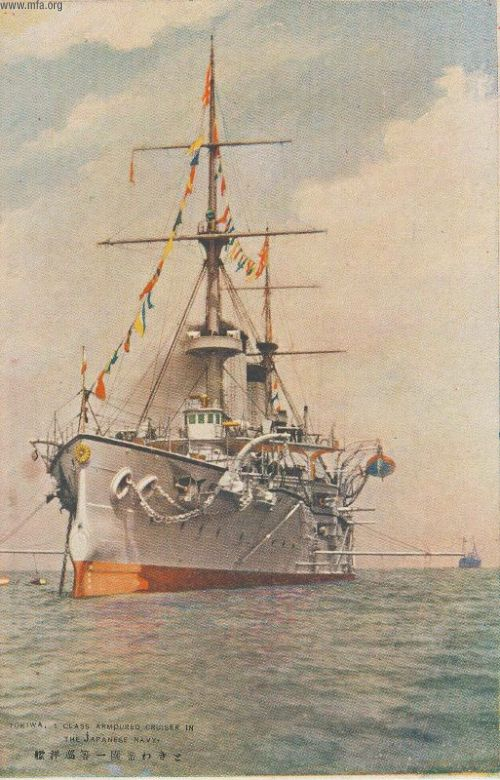
На открытке 1905 года
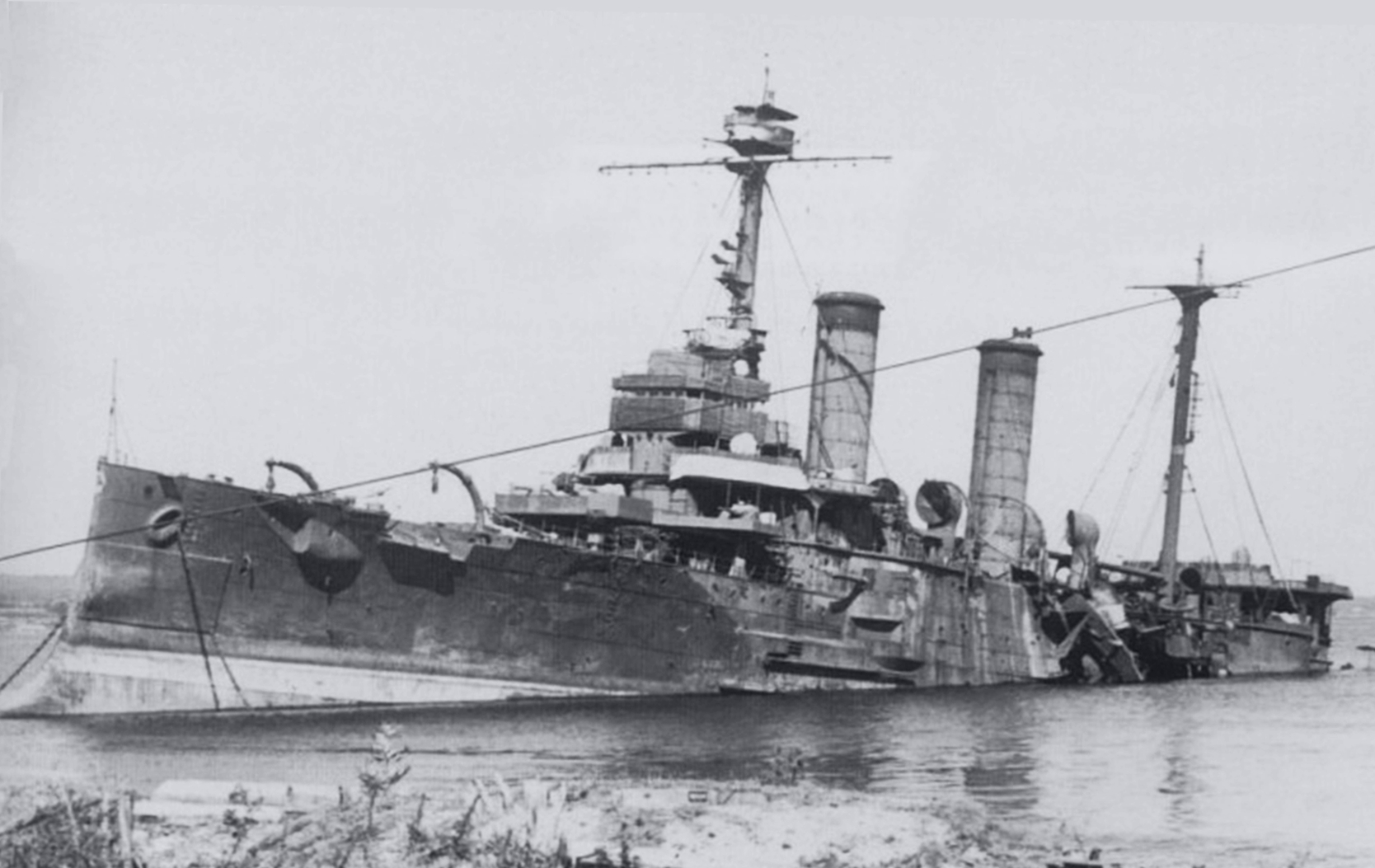
Поврежденный в конце Второй мировой войны